# Football Club Femminile Como 2000 2002-2003
Questa pagina raccoglie i dati riguardanti il Football Club Femminile Como 2000 nella stagione 2002-2003.

## Organigramma societario

### Staff tecnico
| Allenatore:           | Dolores Prestifilippo |
| Preparatore portieri: | Luca Morlin           |
| Medico sportivo:      | Alessio Limonta       |
| Fisioterapista:       | Andrea Bianchi        |

## Organico

### Rosa
| N. |                   | Ruolo | Calciatrice         |
| -- | ----------------- | ----- | ------------------- |
|    | Italia (bandiera) | P     | Monica Castiglioni  |
|    | Italia (bandiera) | P     | Simona Neotti       |
|    | Italia (bandiera) | P     | Maria Luisa Ranzani |
|    | Italia (bandiera) | D     | Federica Arighi     |
|    | Italia (bandiera) | D     | Pamela Campisano    |
|    | Italia (bandiera) | D     | Monica Carminati    |
|    | Italia (bandiera) | D     | Elena Cecchetto     |
|    | Italia (bandiera) | D     | Gaia Franken        |
|    | Italia (bandiera) | D     | Katia Mattarel      |
|    | Italia (bandiera) | D     | Ada Motti           |
|    | Italia (bandiera) | D     | Lucia Motti         |
|    | Italia (bandiera) | D     | Valentina Palermo   |
|    | Italia (bandiera) | D     | Stefania Zerboni    |
|    | Italia (bandiera) | C     | Sabrina Bonanata    |

| N. |                   | Ruolo | Calciatrice        |
| -- | ----------------- | ----- | ------------------ |
|    | Italia (bandiera) | C     | Chiara Delmenico   |
|    | Italia (bandiera) | C     | Simona Mazzoni     |
|    | Italia (bandiera) | C     | Michela Pellizzoni |
|    | Italia (bandiera) | C     | Fabiana Pulimeno   |
|    | Italia (bandiera) | C     | Nicole Sangiorgio  |
|    | Italia (bandiera) | C     | Federica Tamagnini |
|    | Italia (bandiera) | C     | Barbara Testa      |
|    | Italia (bandiera) | C     | Laura Zarra        |
|    | Italia (bandiera) | A     | Greta Bellini      |
|    | Italia (bandiera) | A     | Paola Brumana      |
|    | Italia (bandiera) | A     | Federica Frigeni   |
|    | Italia (bandiera) | A     | Monica Mancini     |
|    | Italia (bandiera) | A     | Silvia Regalini    |
|    | Italia (bandiera) | A     | Agnese Ricco       |

## Calciomercato

### Sessione estiva
| Acquisti | Acquisti | Acquisti | Acquisti |
| R.       | Nome     | da       | Modalità |
| -------- | -------- | -------- | -------- |
|          |          |          |          |

| Cessioni | Cessioni | Cessioni | Cessioni |
| R.       | Nome     | a        | Modalità |
| -------- | -------- | -------- | -------- |
|          |          |          |          |

## Risultati

### Serie A

#### Girone di andata
| Arbitro: | Pizzi (Saronno) |

|                          |           |                                     |
| Pellizzoni 42’ Ricco 70’ | Marcatori | 12’ Deiana 64’ Costanzo 74’ Novelli |

| Verona 21 settembre 2002, ore 16:00 CEST 2ª giornata | Foroni Verona | 6 – 1 | Como 2000 |  |

| Roma 13 ottobre 2002, ore 15:30 CEST 3ª giornata | Como 2000 | 2 – 1 | Bergamo R |  |

| Arbitro: | Lazzaretto (Schio) |

|  |           |                            |
|  | Marcatori | 44’ Brumana 55’, 65’ Ricco |

| Como 26 ottobre 2002, ore 15:30 CEST 5ª giornata | Como 2000 | 1 – 4 | ACF Milan |  |

| Arbitro: | Strengacci (Civitavecchia) |

|                                     |           |  |
| Parejo 28’, 54’, 79’ Colasuonno 90’ | Marcatori |  |

| 9 novembre 2002, ore 14:30 CEtT 7ª giornata | Como 2000 | 3 – 2 | Ludos Palermo |  |

| Calmasino, Bardolino 16 novembre 2002, ore 14:30 CEST 8ª giornata | Bardolino | 1 – 0 | Como 2000 | Stadio comunale Belvedere |

| 23 novembre 2002, ore 15:00 CET 9ª giornata                         | Como 2000 | 2 – 2 referto       | Valdarno |  |
| \| \| \| \| \| ??? ?’ ??? ?’ \| Marcatori \| ?’ Ascani ?’ Ercoli \| |           |                     |          |  |
|                                                                     |           |                     |          |  |
| ??? ?’ ??? ?’                                                       | Marcatori | ?’ Ascani ?’ Ercoli |          |  |

| Tavagnacco 30 novembre 2002, ore 15:30 CET 10ª giornata | Letti Cosatto Tavagnacco | 2 – 0 | Como 2000 | Stadio comunale |

| Roma 7 dicembre 2002, ore 14:30 CET 11ª giornata | Torino | 1 – 1 | Como 2000 |  |

| Como 14 dicembre 2002, ore 14:30 CET 12ª giornata | Como 2000 | 0 – 0 referto | Agliana |  |

| Roma 6 gennaio 2003, ore 14:30 CET 13ª giornata | Enterprise Lazio | 3 – 0 | Como 2000 |  |

#### Girone di ritorno
| Monza 11 gennaio 2003, ore 14:30 CET 14ª giornata | Fiammamonza | 2 – 1 | Como 2000 | Stadio Gino Alfonso Sada |

| Como 18 gennaio 2003, ore 14:30 CET 15ª giornata | Como 2000 | 0 – 3 | Foroni Verona |  |

| 25 gennaio 2003, ore 14:30 CET 16ª giornata | Bergamo R | 2 – 0 | Como 2000 |  |

| Arbitro: | Avellano (Busto Arsizio) |

|             |           |                              |
| Brumana 31’ | Marcatori | 13’ Fuselli 30’, 77’ Fiorini |

| 8 febbraio 2003, ore 14:30 CET 18ª giornata | ACF Milan | 0 – 0 | Como 2000 |  |

| Arbitro: | Di Venti (Torino) |

|                  |           |                               |
| Brumana 46’, 85’ | Marcatori | 19’ Parejo 24’ (rig.) Placchi |

| Palermo 1º marzo 2003, ore 15:00 CET 20ª giornata | Ludos Palermo | 3 – 0 | Como 2000 |  |

| 8 marzo 2003, ore 15:00 CET 21ª giornata | Como 2000 | 1 – 6 | Bardolino |  |

| Castelfranco di Sotto 15 marzo 2003, ore 15:00 CET 22ª giornata       | Valdarno  | 1 – 3 referto           | Como 2000 | Stadio comunale Osvaldo Martini |
| \| \| \| \| \| Bigazzi 2t’ \| Marcatori \| 1t’ ??? 2t’ ??? 2t’ ??? \| |           |                         |           |                                 |
|                                                                       |           |                         |           |                                 |
| Bigazzi 2t’                                                           | Marcatori | 1t’ ??? 2t’ ??? 2t’ ??? |           |                                 |

| 5 aprile 2003, ore 15:00 CEST 23ª giornata | Como 2000 | 2 – 1 | Letti Cosatto Tavagnacco |  |

| 26 aprile 2003, ore 16:00 CEST 24ª giornata | Como 2000 | 3 – 1 | Torino |  |

| Agliana 3 maggio 2003, ore 16:00 CEST 25ª giornata                                                | Agliana   | 6 – 3 referto        | Como 2000 | Campo sportivo Barontini - Sussidiario |
| \| \| \| \| \| Cuccu ?’, ?’ Ciardelli ?’, ?’ Fadda ?’, ?’ \| Marcatori \| ?’ ??? ?’ ??? ?’ ??? \| |           |                      |           |                                        |
|                                                                                                   |           |                      |           |                                        |
| Cuccu ?’, ?’ Ciardelli ?’, ?’ Fadda ?’, ?’                                                        | Marcatori | ?’ ??? ?’ ??? ?’ ??? |           |                                        |

| 10 maggio 2003, ore 16:00 CEST 26ª giornata | Como 2000 | 0 – 5 | Enterprise Lazio |  |

### Coppa Italia
| 21 dicembre 2002 Terza fase | Vallassinese | 0 – 1 | Como 2000 |  |

| 27 febbraio 2003, ore 14:30 CET Ottavi di finale - Andata | Como 2000 | 0 – 3 | ACF Milan |  |

| 22 marzo 2003, ore 15:00 CET Ottavi di finale - Ritorno | ACF Milan | 1 – 0 | Como 2000 |  |

| 9 aprile 2003, ore 16:00 CEST Quarti di finale - Andata | Como 2000 | 2 – 1 | Enterprise Lazio |  |

| 1º maggio 2003, ore 16:00 CEST Quarti di finale - Ritorno | Enterprise Lazio | 1 – 0 | Como 2000 |  |

## Statistiche

### Statistiche di squadra
| Competizione | Punti | In casa | In casa | In casa | In casa | In casa | In casa | In trasferta | In trasferta | In trasferta | In trasferta | In trasferta | In trasferta | Totale | Totale | Totale | Totale | Totale | Totale | DR  |
| Competizione | Punti | G       | V       | N       | P       | Gf      | Gs      | G            | V            | N            | P            | Gf           | Gs           | G      | V      | N      | P      | Gf     | Gs     | DR  |
| ------------ | ----- | ------- | ------- | ------- | ------- | ------- | ------- | ------------ | ------------ | ------------ | ------------ | ------------ | ------------ | ------ | ------ | ------ | ------ | ------ | ------ | --- |
| Serie A      | 23    | 13      | 4       | 3       | 6       | .       | .       | 13           | 2            | 2            | 9            | .            | .            | 26     | 6      | 5      | 15     | 31     | 64     | -33 |
| Coppa Italia | -     | 2       | 1       | 0       | 1       | 2       | 4       | 3            | 1            | 0            | 2            | 1            | 2            | 5      | 2      | 0      | 3      | 3      | 6      | -3  |
| Totale       | -     | 15      | 5       | 3       | 7       | .       | .       | 16           | 3            | 2            | 11           | .            | .            | 31     | 8      | 5      | 18     | 34     | 70     | -36 |

### Andamento in campionato
| Giornata  | 1 | 2 | 3 | 4 | 5 | 6 | 7 | 8 | 9 | 10 | 11 | 12 | 13 | 14 | 15 | 16 | 17 | 18 | 19 | 20 | 21 | 22 | 23 | 24 | 25 | 26 |
| --------- | - | - | - | - | - | - | - | - | - | -- | -- | -- | -- | -- | -- | -- | -- | -- | -- | -- | -- | -- | -- | -- | -- | -- |
| Luogo     | C | T | C | T | C | T | C | T | C | T  | T  | C  | T  | T  | C  | T  | C  | T  | C  | T  | C  | T  | C  | C  | T  | C  |
| Risultato | P | P | P | V | P | P | V | P | N | P  | N  | N  | P  | P  | P  | P  | V  | N  | N  | P  | P  | V  | V  | V  | P  | P  |
| Posizione |   |   |   | 7 |   |   |   |   |   |    |    | 8  |    |    |    |    |    |    |    |    |    |    |    | 8  |    | 10 |

Legenda:

Luogo: C = Casa; T = Trasferta. Risultato: V = Vittoria; N = Pareggio; P = Sconfitta.

### Statistiche delle giocatrici
| Giocatore      | Serie A  | Serie A | Serie A     | Serie A    | Coppa Italia | Coppa Italia | Coppa Italia | Coppa Italia | Totale   | Totale | Totale      | Totale     |
| Giocatore      | Presenze | Reti    | Ammonizioni | Espulsioni | Presenze     | Reti         | Ammonizioni  | Espulsioni   | Presenze | Reti   | Ammonizioni | Espulsioni |
| -------------- | -------- | ------- | ----------- | ---------- | ------------ | ------------ | ------------ | ------------ | -------- | ------ | ----------- | ---------- |
| F. Arighi      | .        | .       | .           | .          | .            | .            | .            | .            | 0        | 0      | 0           | 0          |
| G. Bellini     | .        | .       | .           | .          | .            | .            | .            | .            | 0        | 0      | 0           | 0          |
| S. Bonanata    | .        | .       | .           | .          | .            | .            | .            | .            | 0        | 0      | 0           | 0          |
| P. Brumana     | .        | .       | .           | .          | .            | .            | .            | .            | 0        | 0      | 0           | 0          |
| P. Campisano   | .        | .       | .           | .          | .            | .            | .            | .            | 0        | 0      | 0           | 0          |
| M. Carminati   | .        | .       | .           | .          | .            | .            | .            | .            | 0        | 0      | 0           | 0          |
| M. Castiglioni | .        | .       | .           | .          | .            | .            | .            | .            | 0        | 0      | 0           | 0          |
| E. Cecchetto   | .        | .       | .           | .          | .            | .            | .            | .            | 0        | 0      | 0           | 0          |
| C. Delmenico   | .        | .       | .           | .          | .            | .            | .            | .            | 0        | 0      | 0           | 0          |
| G. Franken     | .        | .       | .           | .          | .            | .            | .            | .            | 0        | 0      | 0           | 0          |
| F. Frigeni     | .        | .       | .           | .          | .            | .            | .            | .            | 0        | 0      | 0           | 0          |
| M. Mancini     | .        | .       | .           | .          | .            | .            | .            | .            | 0        | 0      | 0           | 0          |
| K. Mattarel    | .        | .       | .           | .          | .            | .            | .            | .            | 0        | 0      | 0           | 0          |
| S. Mazzoni     | .        | .       | .           | .          | .            | .            | .            | .            | 0        | 0      | 0           | 0          |
| A. Motti       | .        | .       | .           | .          | .            | .            | .            | .            | 0        | 0      | 0           | 0          |
| L. Motti       | .        | .       | .           | .          | .            | .            | .            | .            | 0        | 0      | 0           | 0          |
| S. Neotti      | .        | .       | .           | .          | .            | .            | .            | .            | 0        | 0      | 0           | 0          |
| V. Palermo     | .        | .       | .           | .          | .            | .            | .            | .            | 0        | 0      | 0           | 0          |
| M. Pellizzoni  | .        | .       | .           | .          | .            | .            | .            | .            | 0        | 0      | 0           | 0          |
| F. Pulimeno    | .        | .       | .           | .          | .            | .            | .            | .            | 0        | 0      | 0           | 0          |
| M.L. Ranzani   | .        | .       | .           | .          | .            | .            | .            | .            | 0        | 0      | 0           | 0          |
| S. Regalini    | .        | .       | .           | .          | .            | .            | .            | .            | 0        | 0      | 0           | 0          |
| A. Ricco       | .        | .       | .           | .          | .            | .            | .            | .            | 0        | 0      | 0           | 0          |
| N. Sangiorgio  | .        | .       | .           | .          | .            | .            | .            | .            | 0        | 0      | 0           | 0          |
| F. Tamagnini   | .        | .       | .           | .          | .            | .            | .            | .            | 0        | 0      | 0           | 0          |
| B. Testa       | .        | .       | .           | .          | .            | .            | .            | .            | 0        | 0      | 0           | 0          |
| L. Zarra       | .        | .       | .           | .          | .            | .            | .            | .            | 0        | 0      | 0           | 0          |
| S. Zerboni     | .        | .       | .           | .          | .            | .            | .            | .            | 0        | 0      | 0           | 0          |